# La Ciudad de los Antiguos Emperadores
La ciudad de los antiguos emperadores es una ciudad ficticia de Fantasia que aparece en la novela fantástica del escritor alemán Michael Ende titulada La historia interminable, publicada en 1979.
A esta ciudad llega Bastián en su intento por alcanzar a Fújur y Atreyu, luego de "La batalla de la Torre de Marfil"
Árgax el cuidador de la ciudad le dice a Bastian que pronto va a terminar allí, porque ya no le quedan más que algunos recuerdos, y eso es poco para emprender el camino de regreso.
Los habitantes de la ciudad son mudos y se comportan como locos. Todos ellos intentaron en algún momento ser Emperadores de Fantasia.